# Armenian Dances (Part II)
Armenian Dances is een compositie voor harmonieorkest van de Amerikaanse componist Alfred Reed. De door Reed publiceerde dansen zijn in 2 "boeken" samengevat (Part I en II). Het geheel is een vierdelige suite. In "boek I" is het eerste deel en in "boek II" zijn de drie overige delen verwerkt. De "boeken" zijn gebaseerd op Armeense volksliederen uit de collectie van Komitas Vardapet (1869–1935), een Armeens ethnomusicoloog. 
Het werk werd op cd opgenomen door het Otonowa Wind Symphonic-Orchestra met de componist zelf als gastdirigent.

## zie ook
- Armenian Dances (Part I)